# Agnia bakeri
Agnia bakeri är en skalbaggsart som beskrevs av Aurivillius 1927. Agnia bakeri ingår i släktet Agnia och familjen långhorningar.
Artens utbredningsområde är Filippinerna. Inga underarter finns listade i Catalogue of Life.